# Бичка, Каюс
Каюс Бичка (лит. Kajus Bička; род. 29 ноября 2004, Вильнюс) — литовский футболист, нападающий клуба «Жальгирис». Выступает на правах аренды в клубе «Трансинвест».

## Карьера

### «Жальгирис»

#### Начало карьеры
Воспитанник футбольной академии вильнюсского клуба «Жальгириетис», за который выступал в юношеских первенствах. В 2018 году футболист перешёл в литовский клуб «Жальгирис», в котором продолжал выступать на юношеском и молодёжном уровнях. В 2020 году футболист начал привлекаться к матчам с третьей командой клуба во Второй лиге. С августа 2021 года футболист также стал привлекаться к матчам уже со второй командой клуба «Жальгирис B». Дебютировал за команду футболист 13 августа 2021 года в матче против клуба «Атмосфера», выйдя на замену на 57 минуте. Дебютный гол за команду футболист забил 23 мая 2022 года в матче против клуба «Паневежис B». В начале 2023 года футболист заключил с клубом свой первый профессиональный контракт.

#### Аренда в «Трансинвест»
В июне 2023 года футболист на правах арендного соглашения присоединился к литовскому клубу «Трансинвест» до конца сезона. Дебютировал за клуб футболист 29 июля 2023 года в матче против клуба «Няптунас», выйдя на поле в стартовом составе. Вместе с клубом футболист вышел в финал Кубка Литвы, где в полуфинальном матче 9 сентября 2023 года победили клуб «Джюгас». Дебютными голами за клуб футболист отличился 24 сентября 2023 года в матче против клуба «Паневежис B», оформив дубль. Вместе с клубом футболист стал обладателем Кубка Литвы, где в финале 1 октября 2023 года победили клуб «Шяуляй», однако сам футболист остался на скамейке запасных. По итогу сезона футболист вместе с клубом стал победителем чемпионата. По  окончании срока арендного соглашения футболист покинул клуб, за который успел отличиться 2 забитыми голами.
В январе 2024 года футболист подписал новый контракт с «Жальгирисом». Спустя несколько дней «Трансинвест» продлил аренду футболиста ещё на сезон. Новый сезон футболист начал 25 февраля 2024 года с поражения за Суперкубок Литвы против клуба «Паневежис», которому уступили в серии пенальти, однако сам футболист остался на скамейке запасных. Первый матч в чемпионате футболист сыграл 3 марта 2024 года против клуба «Хегельманн», выйдя на замену на 82 минуте.

## Международная карьера
Начинал международную карьеру футболист в юношеских литовских сборных в возрастных категориях до 17 лет и до 18 лет. В марте 2022 года футболист получил вызов в юношескую сборную Литва до 19 лет. Дебютировал за сборную футболист 25 марта 2022 года в матче против сборной Эстонии. В сентябре 2022 года футболист в составе сборной отправился на квалификационные матчи юношеского чемпионата Европы.

## Семья
Отец Деймантас Бичка — профессиональный футболист, игрок национальной сборной Литвы по футболу.

## Достижения
«Трансинвест»
- Обладатель Кубка Литвы: 2023
- Победитель Первой лиги: 2023